# 北中路站
北中路站位于中华人民共和国上海市浦东新区北蔡鎮北中路与莲溪路交叉口，是上海地铁18号线的地铁车站。

## 车站结构

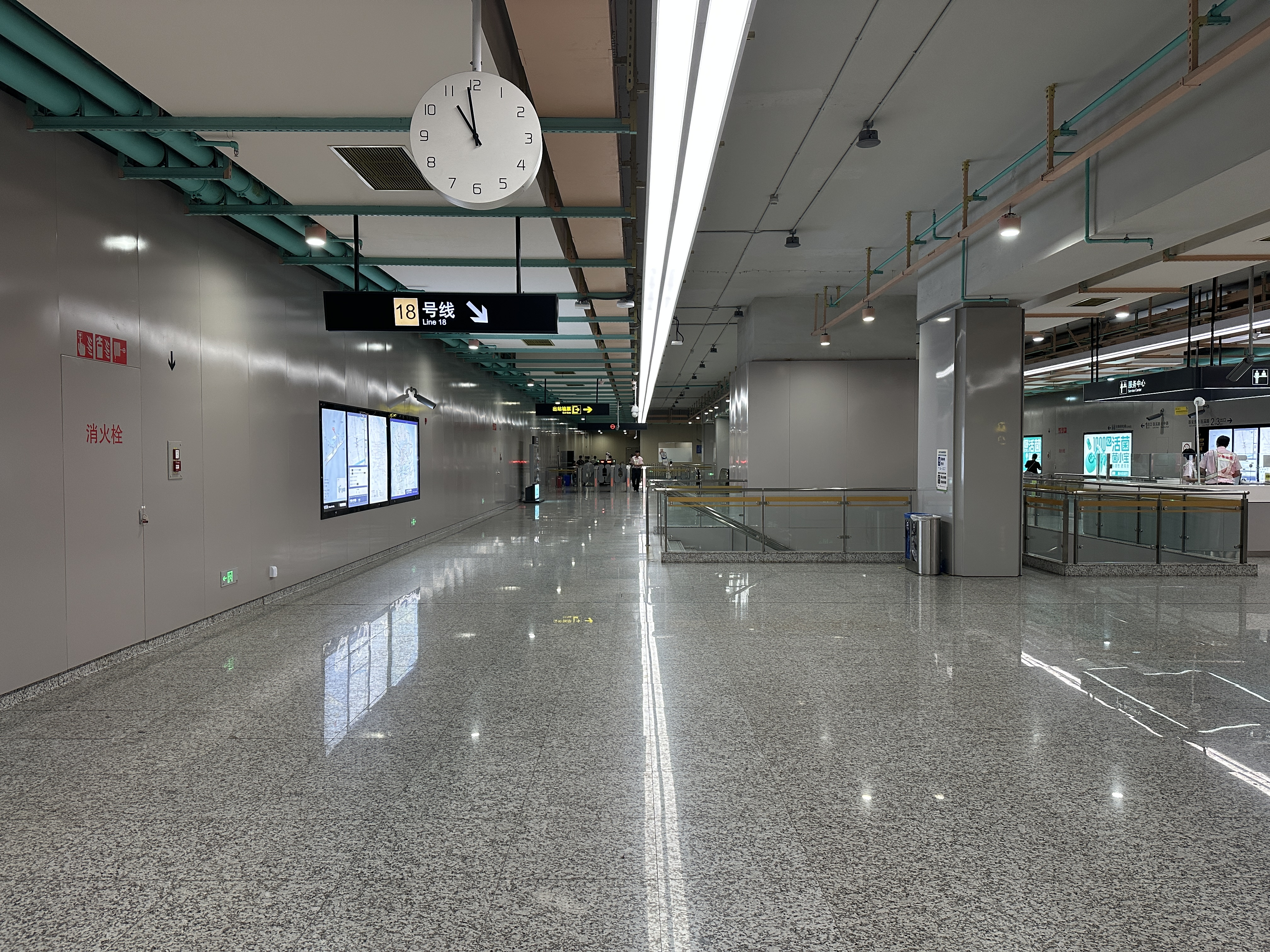
站厅

| 地面层   | 出入口             | 1-3出入口                        |  |  |
| 地下一层 | 站厅               | 票务服务、自动售票机、人工服务台 |  |  |
| 地下二层 | ②站台              | █ 18号线 往长江南路（芳芯路）    |  |  |
|          | 岛式站台，左侧开门 |                                  |  |  |
|          | ①站台              | █ 18号线 往航头（莲溪路）        |  |  |

## 車站出口
北中路站共有3个出入口，各出入口如下所示：
| 出口编号            | 出口指示         | 照片 |
| ------------------- | ---------------- | ---- |
| 1 · 出口 · （设有） | 莲溪路，北中路   |      |
| 2 · 出口            | 莲溪路，莲安东路 |      |
| 3 · 出口            | 莲溪路           |      |
| 图例： 设有         |                  |      |

## 外部连接
- 上海地铁—北中路站车站信息
- 维基共享资源上的相關多媒體資源：北中路站